# Nginx
nginx (произнася се „енджинекс“) е високопроизводителен уеб сървър и прокси под BSD лиценз.

## История
nginx е написан от Игор Сисоев – служител на руската компания Рамблер. Целта на уеб сървъра е разрешаване на проблем C10K – създаване на софтуер за уеб сървър, който да може да обслужи 10000 уеб клиента едновременно. Кодът му е написан на програмния език C и е силно оптимизиран за скорост. Първоначално разработван само за Unix среди, от 2009 nginx има версия за Windows.

## Възможности
Подобно на други приложения от този вид, архитектурата на nginx е модулна – при компилиране на софтуера се определя кои модули да бъдат вградени в него. Съществуват и над 20 потребителски модула.
nginx може да се използва като обратен прокси сървър, който прехвърля всички или само определени заявки към други физически сървъри. Крайните сървъри могат се избират от nginx на ротационен принцип, но решенията кой от тях да се използва могат да се взимат и чрез по-сложни алгоритми, благодарение на допълнителни модули. Често срещана употреба на приложението е за обработване на заявки за статично съдържание и прехвърляне на по-сложните заявки за динамично съдържание към по-сложен уеб сървър, например Apache. Въпреки това, nginx има пълна FastCGI поддръжка и може да изпълнява скриптове на всеки език за програмиране, който поддържа този стандарт. Софтуерът може да се използва и като SMTP, POP3 и IMAP прокси сървър.
При определени ситуации, особено при обслужване на заявки за статично съдържание, nginx е по-бърз и заема по-малко ресурси от конкурентния софтуер – Apache и lighttpd.

## Популярност
Уеб сървърът nginx се използва от множество големи уеб сайтове. Сред тях са Fastmail.fm, WordPress.com, Hulu, Github, Ohloh, и TorrentReactor и много други.
Пример за сайт-титан в България, който използва nginx е Vbox7.com.
Според проучване на Netcraft от октомври 2009, nginx обслужва 37 376 (3,76%) от най-натоварените и 4 500 149 (5,85%) от всички изследвани уеб сайтове..